# Hampshire (Illinois)
Hampshire é uma vila localizada no estado americano de Illinois, no Condado de Kane.

## Demografia
Segundo o censo americano de 2000, a sua população era de 2900 habitantes.
Em 2006, foi estimada uma população de 4368, um aumento de 1468 (50.6%).

## Geografia
De acordo com o United States Census Bureau tem uma área de
12,6 km², dos quais 12,6 km² cobertos por terra e 0,0 km² cobertos por água. Hampshire localiza-se a aproximadamente 282 m acima do nível do mar.

## Localidades na vizinhança
O diagrama seguinte representa as localidades num raio de 16 km ao redor de Hampshire.